# Georges Marquet
Georges Marquet (1866-1947) est un homme d'affaires et patron de presse belge du XXe siècle. Député libéral de l’arrondissement de Furnes-Dixmude-Ostende de 1929 et 1936, il mena une vie de mécène. 

## Biographie

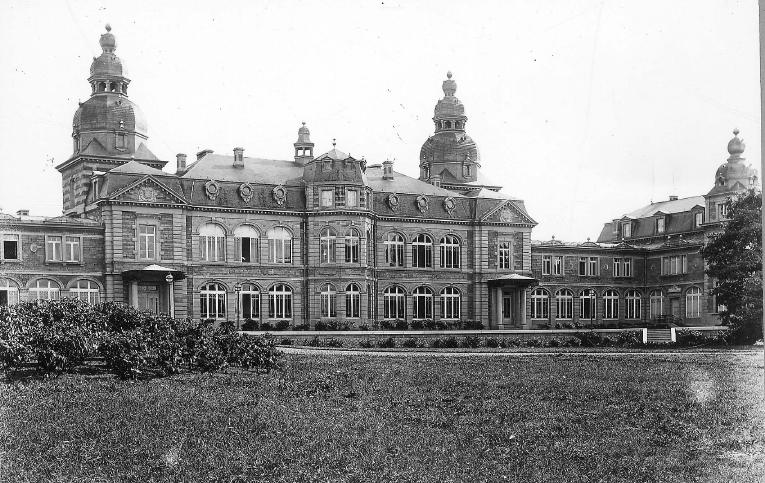
Le Château d'Ardenne, un des hôtels prestigieux de la chaîne d'hôtels de Georges Marquet.

Né le 18 septembre 1866 à Jemeppe-sur-Meuse et décédé le 27 mars 1947 à Nice, Georges Marquet est l'un des neuf enfants de Jean-Jacques Marquet (1824-1878), batelier, et Anne-Marie Savy (1829-1900), cafetière. Il  a travaillé comme apprenti à quinze ans dans une entreprise de métallurgie de Rocroi. En 1885, il se rend à Namur où il est serveur au buffet de la gare. Puis il dirige un café et un hôtel en 1888.
En 1891, il a obtenu de la ville de Namur, la concession pour le "Kursaal" de la ville, après avoir promis au cours de l'été d'organiser un festival d'opérettes, puis a fondé un "Cercle des étrangers" nom discret d'une salle de jeux avec laquelle il a gagné beaucoup d'argent et ensuite un restaurant qui l'a rendu populaire. Il est devenu président de l'Association des commerçants du centre de Namur et de Namur Attractions. Puis ses salles de jeux l'ont amené à Dinant, Paris, Pau, Aix-en-Provence, Nice, Corfou et San Sebastian.
Il est devenu gérant d'un grand complexe de salles de jeux à Ostende en 1904, en associant à ses casinos les activités artistiques.

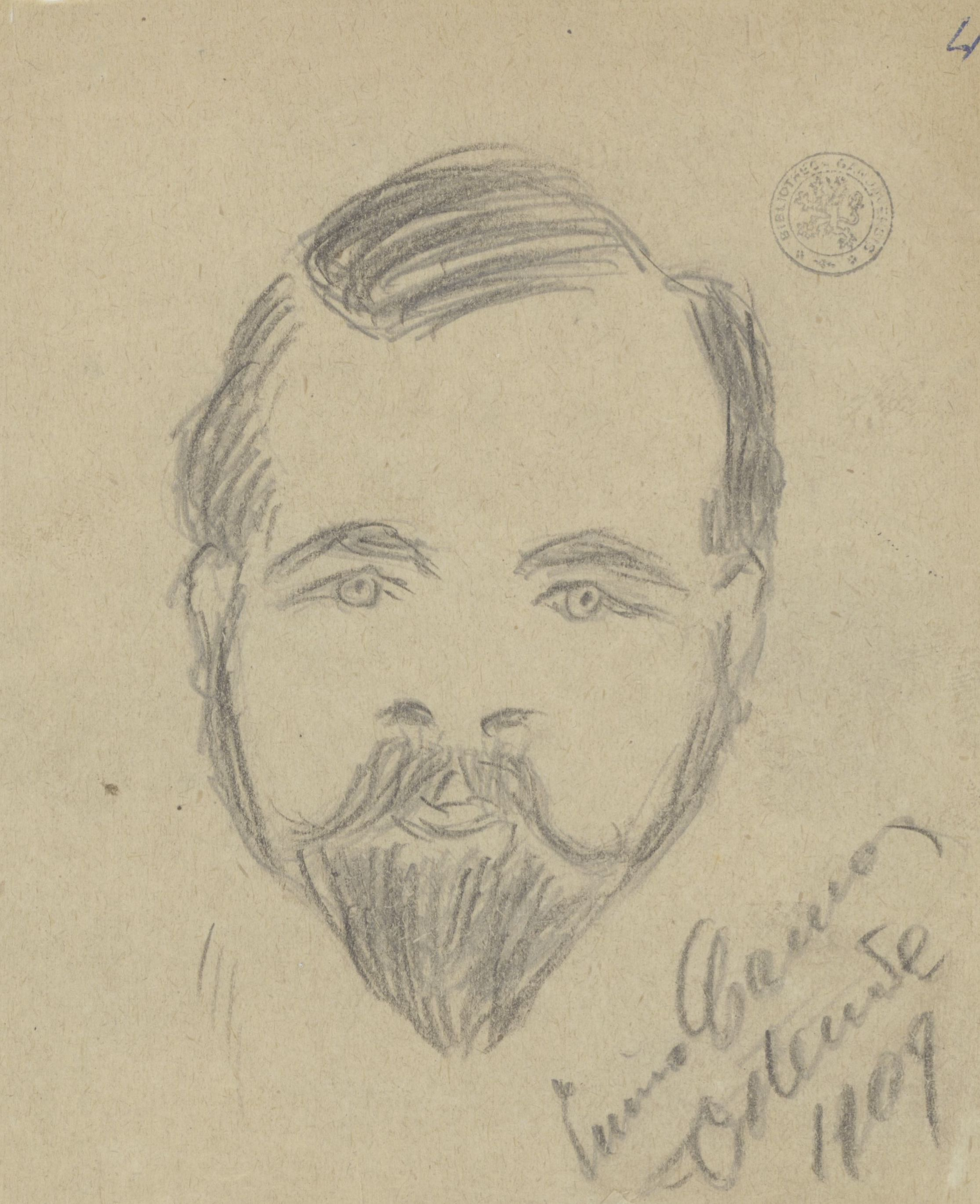
Portrait de Georges Marquet par Enrico Caruso, 1909

C'est à partir de 1906 qu'il acquiert de grands hôtels un peu partout en Europe. Propriétaire, entre autres, du Palace Hôtel de Bruxelles ou du Château d’Ardennes de Houyet, mais aussi de grands hôtels de luxe à Madrid ou Paris, Georges Marquet devient un animateur des grands palaces internationaux.
Après la Grande guerre il reprit la gestion de l'Hôtel Astoria prestigieux palace bruxellois.
Il fonde la société anonyme "Les Grands Hôtels Belges". Son fils Georges en est administrateur dès 1927. La société s'est créée sur le modèle de la Compagnie internationale des Grands Hôtels, fondée à Bruxelles le 11 avril 1894 par Georges Nagelmackers comme filiale de la "Compagnie Internationale des wagons-lits".
Acquéreur de l’ancien Journal de la Cuisine, rebaptisé la Belgique Hôtelière, il devient aussi propriétaire en 1910 d'un quotidien de Bruxelles, le Petit Bleu du matin. Il y est critiqué pour l'usage des colonnes de ce journal "pour servir ses desseins". Le propriétaire et directeur Gérard Harry claqua la porte de l'entreprise et Auguste Vierset prit sa place comme rédacteur en chef. Georges Marquet rachète aussi en 1928 L'Étoile belge et confie la direction de ce journal à Paul Beaupain, rédacteur en chef.